# Gyp Rosetti
Giuseppe Colombano «Gyp» Rosetti es un personaje ficticio de la serie de televisión de HBO Boardwalk Empire interpretado por Bobby Cannavale. Rosetti es un gánster de la ciudad de Nueva York que trabaja para Joe Masseria (Ivo Nandi). Es el principal antagonista de la tercera temporada.

## Biografía del personaje ficticio
Rosetti nació en Sperlinga, un pequeño municipio italiano en Sicilia. Creció en la pobreza, viviendo en una choza excavada en una cueva. Su padre era un albañil que murió a los cincuenta años de edad. Rosetti finalmente emigró a los Estados Unidos y comenzó a trabajar para el jefe de la mafia Joe Masseria. Dirige burdeles, bares clandestinos y casas de juego ilegales en el sur de Manhattan. Vive en un apartamento con su esposa, sus dos hijas y su suegra. Aunque Rosetti mata regularmente a personas por leves insultos, no toma represalias cuando su esposa y su suegra se burlan de él abiertamente. También se le describe con gustos sexuales sadomasoquistas; como ser estrangulado con un cinturón mientras se masturba o ser insultado como una forma de juego previo.

### Tercera temporada
Se presenta a Rosetti golpeando a un mecánico hasta la muerte con una llanta de hierro por hacer un comentario despreocupado a Rosetti por no saber qué es el «lubricante tres en uno». Se dirige a Atlantic City en la víspera de Año Nuevo (31 de diciembre de 1922) para comprar una gran cantidad de alcohol de contrabando a Nucky Thompson (Steve Buscemi). Para simplificar sus operaciones y mantener a raya la ley, Nucky decide vender alcohol exclusivamente a Arnold Rothstein (Michael Stuhlbarg). Rosetti, calculando un aumento de precio del 50 % si comprara a Rothstein, insulta a Nucky y se va a la ciudad de Nueva York. Luego toma el control de la pequeña ciudad de Tabor Heights y bloquea el envío de Nucky que se dirige a Rothstein en Nueva York. Dado que Tabor Heights se encuentra en la única carretera apta para viajes de invierno entre Atlantic City y Nueva York y es el último lugar para cargar gasolina en el camino, Nucky no tiene forma de entregar su alcohol. Nucky finalmente hace una tregua con Rosetti, vendiéndole alcohol y Rosetti abandona Tabor Heights. Sin embargo, Rosetti cambia de opinión cuando percibe el mensaje de despedida de Nucky, «buona fortuna», que en italiano significa «buena suerte», como un insulto. Esto se intensifica cuando Rosetti quema vivo al Sheriff de Tabor Heights y luego embosca a un convoy que transporta alcohol a Rothstein, matando a once de los hombres de Nucky —a pesar de que Eli estaba vigilando la ciudad con anticipación—. Rothstein responde enviando a Bugsy Siegel (Michael Zegen) para matar a Rosetti. Aunque Siegel no logra matarlo, sí mata a cuatro de sus hombres y a una camarera con la que Rosetti había estado teniendo relaciones sexuales, lo que hace que Rosetti deje Tabor Heights y regrese a Nueva York.
El domingo de Pascua, el segundo al mando de Rosetti, Tonino Sandrelli (Chris Caldovino), le informa del territorio que perdieron en la ciudad de Nueva York debido a su larga ausencia. Después de la cena, Rosetti va a la iglesia, donde culpa a Dios por la vida que le tocó. Luego golpea a un sacerdote y roba las donaciones de la iglesia. Masseria está molesto con la larga ausencia de Rosetti y da la orden de matarlo. Rosetti le dice a Masseria que sus propias pérdidas no son nada comparadas con todo lo que Masseria puede perder con la asociación entre Nucky y Rothstein. Rosetti logra convencer a Masseria de que le perdone la vida y le proporcione hombres para matar tanto a Nucky como a Rothstein y apoderarse de Atlantic City.
Para iniciar su propio negocio de importación ilegal de alcohol y hacerse cargo de los negocios de Atlantic City, Rosetti hace un plan para matar a Nucky, Rothstein y Lucky Luciano (Vincent Piazza). Con la ayuda de Gillian Darmody (Gretchen Mol), hace estallar el club Babette, pero los tres hombres sobreviven. Pronto estalla una guerra de pandillas entre Nucky y Rosetti, con docenas de bajas en ambos lados, incluido el principal matón de Nucky, Owen Sleater (Charlie Cox). Rosetti y sus hombres luego se instalan en el burdel de Gillian, planeando eventualmente tomar el control. Los hombres de Rosetti persiguen al propio Nucky, pero este se escapa y busca protección de parte del líder de Northside Chalky White (Michael K. Williams). Rosetti intenta convencer a White de que entregue a Nucky, pero White niega conocer su paradero. En su lucha contra Rosetti, Nucky recibe el apoyo adicional de White y Al Capone (Stephen Graham).
Esa noche, Rosetti está a punto de tener relaciones sexuales con Gillian, quien intenta inyectarle heroína con la intención de dejarlo indefenso y matarlo. Sin embargo, Rosetti se da cuenta de lo que está haciendo justo a tiempo y le inyecta la heroína a ella. Momentos después, los hombres de Masseria regresan a Nueva York después de que Nucky y Rothstein llegan a un acuerdo en el que Rothstein convence a Masseria de que retire su apoyo a Rosetti a cambio de hacerse cargo de la operación de la destilería Overholt. Los hombres que trabajan para las pandillas de White y Capone tienden una emboscada y matan a los hombres de Masseria cuando salen de la ciudad, mientras que Richard Harrow (Jack Huston) aparece en el burdel para rescatar al nieto de Gillian, Tommy, y mata a la mayoría de los hombres de Rosetti en el proceso con la excepción de Rosetti, Tonino y dos de sus guardias. Nucky y Eli encuentran a Tonino después de la masacre y acuerdan dejarlo vivir con la condición de que mate a Rosetti. Después del tiroteo, Tonino se encuentra con Rosetti y los otros dos guardias en una playa, y mientras Rosetti se encuentra de espaldas, lo apuñala, matándolo. Tonino luego transporta el cuerpo de Rosetti a la ciudad de Nueva York.

## Recepción
El papel fue elogiado por la crítica y le valió a Cannavale el Premio Primetime Emmy al mejor actor de reparto en una serie dramática en 2013. También estuvo nominado junto al resto del reparto al Premio del Sindicato de Actores al mejor reparto de televisión en una serie dramática. Rosetti fue nombrado «mejor villano de la televisión» del año 2012 por el sitio IGN. En 2019 la revista Rolling Stone lo colocó en el número doce de la lista de «los cuarenta mejores villanos de televisión de todos los tiempos».